# Akademi Fantasia
 (mars 2025).
Motif : notoriété non démontrée. Une référence base de données
- Archive Wikiwix
- Bing
- Cairn
- DuckDuckGo
- E. Universalis
- Gallica
- Google
- G. Books
- G. News
- G. Scholar
- Persée
- Qwant
- (zh) Baidu
- (ru) Yandex
- (wd) trouver des œuvres sur Wikidata

| 1. | Préciser le motif de la pose du bandeau. | Précisez le motif de la pose du bandeau en utilisant la syntaxe suivante : {{admissibilité à vérifier\|date=juin 2025\|motif=remplacez ce texte par le motif}}                        |
| 2. | Informer les utilisateurs concernés.     | Pensez à avertir le créateur de l'article, par exemple, en insérant le code ci-dessous sur sa page de discussion : {{subst:avertissement admissibilité à vérifier\|Akademi Fantasia}} |

Pour l'émission indonésienne, voir Akademi Fantasi Indosiar.
Akademi Fantasia est une émission de télévision malaisienne de télé réalité musicale diffusée sur Astro Ria depuis 2003.
Il s'agit de l'adaptation malaisienne de l'émission mexicaine La Academia.